# Gimnastică la Jocurile Olimpice de vară din 2008
Competițiile probelor de gimnastică la olimpiada de vară din Beijing, din anul 2008, s-au desfășurat între 9 august și 24 august. 

## Gimnastică artistică

### Evenimente
Cele 14 seturi de medalii, a câte trei medalii fiecare, vor fi acordate pentru

#### Gimnastică bărbați
- Echipe - bărbați
- Individual compus - bărbați
- Sol - bărbați
- Cal cu mânere - bărbați
- Inele - bărbați
- Sărituri - bărbați
- Paralele - bărbați
- Bară - bărbați

#### Gimnastică femei
- Echipe - femei
- Individual compus - femei
- Sărituri - femei
- Paralele inegale - femei
- Bârnă - femei
- Sol - femei

### Orarul competiției
Toți timpii de desfășurare sunt indicații conform China Standard Time (UTC+8)
| Dată                         | Oră           | Probă                                 |
| ---------------------------- | ------------- | ------------------------------------- |
| sâmbătă, 9 august 2008       | 12:00 - 14:00 | Men's Qualification - Subdivision 1   |
| sâmbătă, 9 august 2008       | 16:00 - 18:00 | Calificări masculin - Subdiviziunea 2 |
| sâmbătă, 9 august 2008       | 20:00 - 22:00 | Calificări masculin - Subdiviziunea 3 |
| duminică, 10 august 10, 2008 | 10:00 - 11:30 | Calificări feminin - Subdiviziunea 1  |
| duminică, 10 august 10, 2008 | 13:30 - 15:00 | Calificări feminin - Subdiviziunea 2  |
| duminică, 10 august 10, 2008 | 17:00 - 18:30 | Calificări feminin - Subdiviziunea 3  |
| duminică, 10 august 10, 2008 | 20:00 - 21:30 | Calificări feminin - Subdiviziunea 4  |
| marți, 12 august 2008        | 10:00 - 12:30 | Finala pe echipe la masculin          |
| miercuri 13 august 2008      | 10:15 - 12:00 | Finala pe echipe la feminin           |
| joi 14 august 2008           | 11:00 - 13:30 | Finala masculină la individual compus |
| vineri, 15 august 2008       | 11:15 - 13:00 | Finala feminină la individual compus  |
| duminică, 17 august 2008     | 18:00 - 18:30 | Finala masculină la sol               |
| duminică, 17 august 2008     | 18:45 - 19:15 | Finala feminină la sol                |
| duminică, 17 august 2008     | 19:30 - 20:00 | Finala masculină la cal cu mânere     |
| duminică, 17 august 2008     | 20:15 - 20:45 | Finala masculină la sărituri          |
| luni, 18 august 2008         | 18:00 - 18:30 | Finala masculină la inele             |
| luni, 18 august 2008         | 18:45 - 19:15 | Women's Uneven Bars Final             |
| luni, 18 august 2008         | 19:30 - 20:00 | Finala feminină la sărituri           |
| marți, 19 august 2008        | 18:00 - 18:30 | Finala masculină la paralele          |
| marți, 19 august 2008        | 18:45 - 19:15 | Finala feminină la bârnă              |
| marți, 19 august 2008        | 19:30 - 20:00 | Finala masculină la bară              |

### Medaliați

#### Masculin
| Probă             | Aur                                                                                | Argint | Bronz |
| Echipe            | China (CHN) · Chen Yibing · Huang Xu · Li Xiaopeng · Xiao Qin · Yang Wei · Zou Kai | Japonia (JPN) · Takehiro Kashima · Takuya Nakase · Makoto Okiguchi · Koki Sakamoto · Hiroyuki Tomita · Kōhei Uchimura | Statele Unite ale Americii (USA) · Alexander Artemev · Raj Bhavsar · Joseph Hagerty · Jonathan Horton · Justin Spring · Kai Wen Tan |
| Individual compus | Yang Wei · China (CHN)                                                             | Kōhei Uchimura · Japonia (JPN)                                                                                        | Benoît Caranobe · Franța (FRA) |
| Sol               | Zou Kai · China (CHN)                                                              | Gervasio Deferr · Spania (ESP)                                                                                        | Anton Golotsutskov · Rusia (RUS) |
| Cal cu mânere     | Xiao Qin · China (CHN)                                                             | Filip Ude · Croația (CRO)                                                                                             | Louis Smith · Marea Britanie (GBR)                                                                                                  |
| Inele             | Chen Yibing · China (CHN)                                                          | Yang Wei · China (CHN)                                                                                                | Oleksandr Vorobiov · Ucraina (UKR)                                                                                                  |
| Sărituri          | Leszek Blanik · Polonia (POL)                                                      | Thomas Bouhail · Franța (FRA)                                                                                         | Anton Golotsutskov · Rusia (RUS) |
| Paralele          | Li Xiaopeng · China (CHN)                                                          | Yoo Won-Chul · Coreea de Sud (KOR)                                                                                    | Anton Fokin · Uzbekistan (UZB) |
| Bară fixă         | Zou Kai · China (CHN)                                                              | Jonathan Horton · Statele Unite ale Americii (USA)                                                                    | Fabian Hambüchen · Germania (GER)                                                                                                   |

#### Feminin
| Probă             | Aur                                                                                        | Argint | Bronz |
| Echipe            | China (CHN) · Cheng Fei · Deng Linlin · He Kexin · Jiang Yuyuan · Li Shanshan · Yang Yilin | Statele Unite ale Americii (USA) · Shawn Johnson · Nastia Liukin · Chellsie Memmel · Samantha Peszek · Alicia Sacramone · Bridget Sloan | România (ROU) · Andreea Acatrinei · Gabriela Drăgoi · Andreea Grigore · Sandra Izbașa · Steliana Nistor · Anamaria Tămârjan |
| Individual compus | Nastia Liukin · Statele Unite ale Americii (USA)                                           | Shawn Johnson · Statele Unite ale Americii (USA)                                                                                        | Yang Yilin · China (CHN) |
| Sărituri          | Hong Un-jong · Coreea de Nord (PRK)                                                        | Oksana Chusovitina · Germania (GER) | Cheng Fei · China (CHN) |
| Sol               | Sandra Izbașa · România (ROU)                                                              | Shawn Johnson · Statele Unite ale Americii (USA)                                                                                        | Nastia Liukin · Statele Unite ale Americii (USA)                                                                            |
| Paralele inegale  | He Kexin · China (CHN)                                                                     | Nastia Liukin · Statele Unite ale Americii (USA)                                                                                        | Yang Yilin · China (CHN) |
| Barnă             | Shawn Johnson · Statele Unite ale Americii (USA)                                           | Nastia Liukin · Statele Unite ale Americii (USA)                                                                                        | Cheng Fei · China (CHN) |

## Gimnastică ritmică

### Evenimente
Două seturi, a câte trei medalii fiecare, vor fi acordate pentru
- Individual femei
- Grup femei

### Orarul competiției
Toți timpii de desfășurare sunt indicații conform China Standard Time (UTC+8)
| Dată                     | Oră           | Probă                               |
| ------------------------ | ------------- | ----------------------------------- |
| marți, 21 august 2008    | 18:00 - 20:30 | Calificări individual compus        |
| marți, 21 august 2008    | 20:30 - 21:30 | Group All-Around Qualification      |
| vineri, 22 august 2008   | 18:00 - 20:30 | Individual All-Around Qualification |
| vineri, 22 august 2008   | 20:30 - 21:30 | Group All-Around Qualification      |
| sâmbătă, 23 august 2008  | 18:00 - 20:00 | Individual All-Around Final         |
| duminică, 24 august 2008 | 11:00 - 12:15 | Group All-Around Final              |

## Trampolină

### Evenimente
Două seturi a câte trei medalii fiecare vor fi acordate pentru
- Individual bărbați
- Individual femei

### Orarul competiției
Toți timpii de desfășurare sunt indicații conform China Standard Time (UTC+8)
| Date                     | Time          | Event                                  |
| ------------------------ | ------------- | -------------------------------------- |
| Saturday, 16 august 2008 | 11:00 - 11:40 | Women's Qualification - First Routine  |
| Saturday, 16 august 2008 | 11:40 - 12:15 | Women's Qualification - Second Routine |
| Saturday, 16 august 2008 | 12:15 - 12:50 | Men's Qualification - First Routine    |
| Saturday, 16 august 2008 | 12:50 - 13:30 | Men's Qualification - Second Routine   |
| Monday, 18 august 2008   | 20:15 - 20:45 | Women's Final                          |
| Tuesday, 19 august 2008  | 20:15 - 20:45 | Men's Final                            |